# 華盛頓州西雅圖聖殿
華盛頓西雅圖聖殿（Seattle Washington Temple）是耶穌基督後期聖徒教會的第21座聖殿，位於美國華盛頓州城市柏衛。聖殿建築風格為現代尖頂設計。西雅圖聖殿於1975年11月15日宣布建設，在1980年11月17日奉獻，面積23.5英畝（9.5公頃）。

## 外部連結
- 维基共享资源上的相關多媒體資源：華盛頓州西雅圖聖殿
- Official Seattle Washington Temple page （页面存档备份，存于）
- Seattle Washington Temple page （页面存档备份，存于）
- Seattle Washington Temple page with interior photos